# V-리그 2006-07 여자부
V-리그 2006-07은 대한민국의 프로배구리그인 V-리그의 세 번째 시즌이다. 2006년 12월 23일부터 2007년 3월 31일까지 진행되었다.

## 참가 구단
| 구단                    | 홈 경기장      |
| ----------------------- | -------------- |
| 한국도로공사            | 박정희체육관   |
| 현대건설 그린폭스       | 마산실내체육관 |
| 흥국생명 핑크스파이더스 | 유관순체육관   |
| GS칼텍스                | 도원실내체육관 |
| KT&G 아리엘즈           | 충무체육관     |

## 정규 리그
| 순위 | 구단         | 경기 수 | 승 | 패 | 승점 | 세트  | 점수  | 진출          |
| ---- | ------------ | ------- | -- | -- | ---- | ----- | ----- | ------------- |
| 1    | 흥국생명     | 24      | 20 | 4  | 20   | 2.276 | 1.132 | 챔피언 결정전 |
| 2    | 한국도로공사 | 24      | 16 | 8  | 16   | 1.436 | 1.053 | 플레이오프    |
| 3    | 현대건설     | 24      | 13 | 11 | 13   | 1.156 | 1.028 | 플레이오프    |
| 4    | GS칼텍스     | 24      | 8  | 16 | 8    | 0.679 | 0.939 |               |
| 5    | KT&G         | 24      | 3  | 21 | 3    | 0.343 | 0.863 |               |

출처: 

## 포스트 시즌

### 대진표
플레이오프가 3전 2선승, 챔피언 결정전이 5전 3선승제로 열렸다.
|  | 플레이오프   | 플레이오프   | 플레이오프 |  |  | 챔피언결정전 | 챔피언결정전 | 챔피언결정전 |  |
|  |              |              |            |  |  |              |              |              |  |
|  | 한국도로공사 | 한국도로공사 | 0          |  |  |              |              |              |  |
|  | 현대건설     | 현대건설     | 2          |  |  | 흥국생명     | 흥국생명     | 3            |  |
|  |              |              |            |  |  | 현대건설     | 현대건설     | 1            |  |

## 최종 순위
| 순위 | 팀           |
| ---- | ------------ |
| 1    | 흥국생명     |
| 2    | 현대건설     |
| 3    | 한국도로공사 |
| 4    | GS칼텍스     |
| 5    | KT&G         |

| V-리그 2006-2007 여자부 |
| ----------------------- |
| 흥국생명 두 번째 우승   |

| 선수단                                                                                   |
| 구기란 김다정 김연경 윌킨스 윤수현 이여림 이영주 이현정 전민정 조난연 최효진 태솔 황연주 |
| 감독                                                                                     |
| 황현주                                                                                   |

## 시상

### 기록 부문
| 상       | 수상자     | 소속 팀      |
| -------- | ---------- | ------------ |
| 득점상   | 레이첼     | 한국도로공사 |
| 공격상   | 김연경     | 흥국생명     |
| 백어택상 | 레이첼     | 한국도로공사 |
| 블로킹상 | 안드레이아 | GS칼텍스     |
| 서브상   | 황연주     | 흥국생명     |
| 세터상   | 이영주     | 흥국생명     |
| 수비상   | 남지연     | GS칼텍스     |

### 비기록 부문
- 정규 리그 MVP - 김연경 (흥국생명)
- 챔피언 결정전 MVP - 김연경 (흥국생명)
- 신인상 - 한수지 (GS칼텍스)

## 주요 사건
- 2007년 2월 21일, 흥국생명 vs 한국도로공사 경기 5세트 14-14 상황에서 김연경이 심판 판정에 대한 거친 항의로 퇴장당했다. 이후 열린 상벌위원회에서 김연경은 1경기 출장 정지, 황현주 감독에게 2경기 출장 정지, 최정순 당시 주심에게 3경기 출장 정지가 내려졌다.[1]